# Leichtathletik-U18-Europameisterschaften 2018
Die 2. Leichtathletik-U18-Europameisterschaften fanden vom 5. bis 8. Juli 2018 in der ungarischen Stadt Győr statt. Austragungsstätte war das Leichtathletikstadion des Olimpiai Sportparks, in dem 2017 das Europäische Olympische Jugendfestival (EYOF) stattfand.
Am 23. April 2016 entschied sich die European Athletic Association (EAA) auf ihrem Council Meeting in Amsterdam für Győr als Ausrichter der Jugendeuropameisterschaften 2018.
Die Wettkämpfe waren erstmals auch die Qualifikation für die 3. Olympischen Jugendspiele, die im Oktober in Buenos Aires stattfinden sollen. Der deutsche U18-Bundestrainer schätzte, dass sich ca. 50 deutsche Nachwuchsathleten qualifizieren.

## Jungen

### 100 m
| Platz | Athlet                | Land | Zeit (s)  |
| ----- | --------------------- | ---- | --------- |
| 1     | Raphael Bouju         | NED  | 10,64     |
| 2     | Dominik Illovszky     | HUN  | 10,70     |
| 3     | Pål Haugen Lillefosse | NOR  | 10,72 NYB |
| 4     | Keitharo Oosterwolde  | NED  | 10,73     |
| 5     | Fabian Olbert         | GER  | 10,74     |
| 6     | Tazana Kamanga-Dyrbak | DEN  | 10,78     |
| 7     | Andrij Wassyliw       | UKR  | 10,83     |
| 8     | Malte Stangenberg     | GER  | 10,87     |

### 200 m
| Platz | Athlet                | Land | Zeit (s)  |
| ----- | --------------------- | ---- | --------- |
| 1     | Alexander Czysch      | GER  | 21,15 =CR |
| 2     | Daniel Regenfuß       | GER  | 21,19     |
| 3     | Jiří Pechar           | CZE  | 21,31     |
| 4     | Tazana Kamanga-Dyrbak | DEN  | 21,51 PB  |
| 5     | Wesselin Jiwkow       | BUL  | 21,56     |
| 6     | Ken-Mark Minkovski    | EST  | 21,56     |
| 7     | Aurelien Larue        | FRA  | 21,92     |
| 8     | Bence Farkas          | HUN  | 22,08     |

### 400 m
| Platz | Athlet                   | Land | Zeit (s)     |
| ----- | ------------------------ | ---- | ------------ |
| 1     | Lorenzo Benati           | ITA  | 46,85 CR NYB |
| 2     | Ethan Brown              | GBR  | 46,87 PB     |
| 3     | Ludovic Oucéni           | FRA  | 47,01 PB     |
| 4     | Ben Pattison             | GBR  | 47,25        |
| 5     | İlyas Çanakçı            | TUR  | 47,45 PB     |
| 6     | Bernat Erta              | ESP  | 47,50 PB     |
| 7     | Francesco Domenico Rossi | ITA  | 48,94        |
| 8     | Mikołaj Kotyra           | POL  | 49,34        |

### 800 m
| Platz | Athlet              | Land | Zeit (min)    |
| ----- | ------------------- | ---- | ------------- |
| 1     | Max Burgin          | GBR  | 1:47,36 CR PB |
| 2     | Eric Guzmán         | ESP  | 1:49,19 PB    |
| 3     | João Miguel Peixoto | POR  | 1:49,42 NYB   |
| 4     | Mehmet Çelik        | TUR  | 1:49,44 PB    |
| 5     | Cristian Voicu      | ROU  | 1;50,11       |
| 6     | Adam Masaczyński    | POL  | 1:51,37       |
| 7     | Jakub Augustyniak   | POL  | 1:52,55       |
| 8     | Ignacio Perez       | ESP  | 1:58,15       |

### 1500 m
| Platz | Athlet            | Land | Zeit (min)  |
| ----- | ----------------- | ---- | ----------- |
| 1     | Kane Elliott      | GBR  | 3:55,26 CR  |
| 2     | Bence Apáti       | HUN  | 3:55,53     |
| 3     | Andrej Paulíny    | SVK  | 3:55,58 NYB |
| 4     | Hugo De Miguel    | ESP  | 3:55,65 PB  |
| 5     | Tarık Demir       | TUR  | 3:56,28     |
| 6     | Oleksandr Honskyj | UKR  | 3:56,59     |
| 7     | Corentin Tixier   | FRA  | 3:56,86     |
| 8     | Martin Desmidt    | FRA  | 3:57,18     |

### 3000 m
| Platz | Athlet                  | Land | Zeit (min) |
| ----- | ----------------------- | ---- | ---------- |
| 1     | Thomas Keen             | GBR  | 8:27,38    |
| 2     | Ömer Amaçtan            | TUR  | 8:28,04 PB |
| 3     | Ryan Oosting            | NED  | 8:28,22 PB |
| 4     | Islam Taşçı             | TUR  | 8:29,93 PB |
| 5     | Clemens Erdmann         | GER  | 8:30,56    |
| 6     | Francesco Guerra        | ITA  | 8:31,32    |
| 7     | Emil Millán De La Oliva | SWE  | 8:31,94    |
| 8     | Adisu Guadia            | ISR  | 8:31,98    |

### 110 m Hürden
| Platz | Athlet            | Land | Zeit (s)     |
| ----- | ----------------- | ---- | ------------ |
| 1     | Sam Bennett       | GBR  | 13,19 WYL CR |
| 2     | Kenny Fletcher    | FRA  | 13,49        |
| 3     | Nick Rüegg        | SUI  | 13,74        |
| 4     | Serhat Bulut      | TUR  | 13,80 PB     |
| 5     | Ioannis Kamarinos | GRE  | 13,90        |
| 6     | Jiří Pechar       | CZE  | 13,97        |
| 7     | Jordan Ricketts   | GBR  | 14,08        |
|       | Jakub Czak        | POL  | DNF          |

### 400 m Hürden
| Platz | Athlet                 | Land | Zeit (s)  |
| ----- | ---------------------- | ---- | --------- |
| 1     | Martin Fraysse         | FRA  | 50,63 CR  |
| 1     | Dániel Huller          | HUN  | 50,63     |
| 3     | Karl Johnson           | GBR  | 50,90 NYB |
| 4     | Andreas Haara Bakketun | NOR  | 50,92 PB  |
| 5     | Ignacio Sáez           | ESP  | 52,70     |
| 6     | Johan Claeson          | SWE  | 52,72     |
| 7     | Berke Akçam            | TUR  | 53,15     |
| 8     | Jorge Garcia           | ESP  | 66,34     |

### 2000 m Hindernis
| Platz | Athlet             | Land | Zeit (min)     |
| ----- | ------------------ | ---- | -------------- |
| 1     | Baptiste Guyon     | FRA  | 5:43,92 WJL CR |
| 2     | Pol Oriach         | ESP  | 5:46,81 PB     |
| 3     | Etson Barros       | POR  | 5:49,79 NYB    |
| 4     | Ondřej Hodboď      | CZE  | 5:50,57 PB     |
| 5     | Axel Fournival     | FRA  | 5:50,80 PB     |
| 6     | Carmelo Cannizzaro | ITA  | 5:51,33 PB     |
| 7     | Louis Vandermessen | BEL  | 5:51,71 PB     |
| 8     | Eemil Helander     | FIN  | 5:52,59 PB     |

### Sprint-Staffel (100 m – 200 m – 300 m – 400 m)
| Platz | Land     | Athleten | Zeit (min)  |
| ----- | -------- | --- | ----------- |
| 1     | Italien  | Federico Manini Federico Guglielmi Francesco Domenico Rossi Lorenzo Benati Im Vorlauf: Luca Pierani          | 1:53,01 EYL |
| 2     | Türkei   | Konuralp Tiritoğlu Kaan Gacar Kubilay Ençü İlyas Çanakçı Im Vorlauf: Tibet Sancak                            | 1:53,84     |
| 3     | Polen    | Rafał Łupiński Adam Łukomski Jakub Pająk Mikołaj Kotyra Im Vorlauf: Szymon Szachniewicz Patryk Grzegorzewicz | 1:53,97     |
| 4     | Kroatien | Dominik Krešo Jakov Vuković Erik Sluga Dominik Babić                                                         | 1:55,78     |
| 5     | Slowakei | Samuel Beladič Oliver Hrudkay Oliver Murcko Marek Havlik Im Vorlauf: Radoslav Voľanský                       | 1:55,80     |
| 6     | Schweiz  | Timo Castrini Timothé Mumenthaler Nick Stalder Lionel Spitz Im Vorlauf: Simon Graf                           | 1:55,98     |
| 7     | Ungarn   | Mátyás Dienes Marcell Czipó Csanád Csahóczi Attila Molnár                                                    | 1:56,08     |
|       | Belarus  | Szjapan Tschyschankou Jahor Hlasunou Mark Pazej Kiryl Starawoitau Im Vorlauf: Mikita Micheika                | DSQ         |

### 10.000 m Bahngehen
| Platz | Athlet              | Land | Zeit (min)  |
| ----- | ------------------- | ---- | ----------- |
| 1     | Davide Finocchietti | ITA  | 45:01,33    |
| 2     | Aldo Andrei         | ITA  | 45:03,50    |
| 3     | Özgür Topsakal      | TUR  | 45:09,22 PB |
| 4     | Ľubomír Kubiš       | SVK  | 45:30,59 PB |
| 5     | Anthimos Kelepouris | GRE  | 45:50,23    |
| 6     | Paul McGrath        | ESP  | 46:03,17    |
| 7     | Mattéo Duc          | FRA  | 46:03,69 PB |
| 8     | Jurij Samryha       | UKR  | 46:04,03    |

### Hochsprung
| Platz | Athlet                 | Land | Höhe (m) |
| ----- | ---------------------- | ---- | -------- |
| 1     | Dominic Ogbechie       | GBR  | 2,16 =PB |
| 2     | Oleh Doroschtschuk     | UKR  | 2,13     |
| 3     | Nikola Mujanović       | SRB  | 2,10     |
| 4     | Ali Berk Erol          | TUR  | 2,10 =PB |
| 5     | Mohammed-Ali Benlahbib | FRA  | 2,07     |
| 6     | Arttu Mattila          | FIN  | 2,04     |
| 7     | Paul Metayer           | FRA  | 2,04     |
| 8     | Jonáš Pospíšil         | CZE  | 2,04     |

### Stabhochsprung
| Platz | Athlet                | Land | Höhe (m)    |
| ----- | --------------------- | ---- | ----------- |
| 1     | Pål Haugen Lillefosse | NOR  | 5,46 WYL CR |
| 2     | Baptiste Thiery       | FRA  | 5,30 PB     |
| 3     | Eerik Haamer          | EST  | 5,10 NYB    |
| 4     | Dmitri Katschanow     | ANA  | 5,10        |
| 5     | Leo Cabrera           | FRA  | 5,00 PB     |
| 6     | Ivan De Angelis       | ITA  | 5,00        |
| 7     | Simone Di Cerbo       | ITA  | 5,00        |
| 8     | Antonios Santas       | GRE  | 4,85        |

### Weitsprung
| Platz | Athlet             | Land | Weite (m) |
| ----- | ------------------ | ---- | --------- |
| 1     | Nick Schmahl       | GER  | 7,60      |
| 2     | Davide Favro       | ITA  | 7,29      |
| 3     | Bryan Mucret       | FRA  | 7,22      |
| 4     | Jaron Boateng      | GER  | 7,19      |
| 5     | Tomas Kratochvil   | CZE  | 7,18      |
| 6     | Kiryl Soz          | BLR  | 7,15 PB   |
| 7     | Leo Lasch          | AUT  | 6,98      |
| 8     | Giorgi Kardaschian | GEO  | 6,96      |

### Dreisprung
| Platz | Athlet            | Land | Weite (m) |
| ----- | ----------------- | ---- | --------- |
| 1     | Batuhan Çakır     | TUR  | 15,62     |
| 2     | Carl af Forselles | SWE  | 15,36 PB  |
| 3     | Rustam Məmmədov   | AZE  | 15,16 PB  |
| 4     | Jahor Tschujko    | BLR  | 15,06 PB  |
| 5     | Neim Nguemning    | GER  | 14,87     |
| 6     | Gabriele Tosti    | ITA  | 14,61     |
| 7     | Henrik Flåtnes    | NOR  | 14,59     |
| 8     | Nicklas Sammet    | GER  | 14,34     |

### Kugelstoßen
| Platz | Athlet                    | Land | Weite (m) |
| ----- | ------------------------- | ---- | --------- |
| 1     | Aljaksej Aleksandrowitsch | BLR  | 20,97 NYB |
| 2     | Carmelo Musci             | ITA  | 20,37 PB  |
| 3     | Piotr Goździewicz         | POL  | 18,88     |
| 4     | Melih Yersel              | TUR  | 18,35 PB  |
| 5     | Dominykas Čepys           | LTU  | 18,17     |
| 6     | Arvid Mägi Theorin        | SWE  | 18,01 PB  |
| 7     | Lewis Byng                | GBR  | 17,62     |
| 8     | István Fekete             | HUN  | 17,58     |

### Diskuswurf
| Platz | Athlet               | Land | Weite (m) |
| ----- | -------------------- | ---- | --------- |
| 1     | Yasiel Sotero        | ESP  | 64,31 CR  |
| 2     | Fabian Weinberg      | NOR  | 58,84     |
| 3     | Gracjan Kozak        | POL  | 57,76     |
| 4     | Wojciech Marok       | POL  | 57,52     |
| 5     | Enrico Saccomano     | ITA  | 56,60     |
| 6     | Manuel Anxo Simon    | ESP  | 56,44     |
| 7     | Raman Chartanowitsch | BLR  | 55,93     |
| 8     | Aslan Kaan Kalıntaş  | TUR  | 54,57     |

### Hammerwurf
| Platz | Athlet             | Land | Weite (m)    |
| ----- | ------------------ | ---- | ------------ |
| 1     | Mychajlo Kochan    | UKR  | 87,82 WYB CR |
| 2     | Walentin Andreew   | BUL  | 81,41 NYB    |
| 3     | Tomasz Ratajczyk   | POL  | 76,01 PB     |
| 4     | Benedek Doma       | HUN  | 74,94 PB     |
| 5     | Bohdan Potrus      | UKR  | 74,86        |
| 6     | Sören Hilbig       | GER  | 74,03 PB     |
| 7     | Giorgi Kekischwili | GEO  | 73,67 PB     |
| 8     | Paweł Misiaszek    | POL  | 73,44        |

### Speerwurf
| Platz | Athlet                | Land | Weite (m)    |
| ----- | --------------------- | ---- | ------------ |
| 1     | Marek Mucha           | POL  | 80,01 WYL CR |
| 2     | Gerasimos Kalogerakis | GRE  | 77,45 PB     |
| 3     | Topias Laine          | FIN  | 75,83 PB     |
| 4     | Max Law               | GBR  | 75,30 PB     |
| 5     | Martin Florian        | CZE  | 71,07        |
| 6     | Razvan Carare         | ROU  | 71,04        |
| 7     | David Schepp          | GER  | 65,98        |
| 8     | Juho Järvinen         | FIN  | 65,78        |

### Zehnkampf
| Platz | Athlet            | Land | Punkte  |
| ----- | ----------------- | ---- | ------- |
| 1     | Alexander Komarow | ANA  | 7703    |
| 2     | Oļegs Kozjakovs   | LAT  | 7663 PB |
| 3     | Sven Jansons      | NED  | 7604 PB |
| 4     | Sven Roosen       | NED  | 7584 PB |
| 5     | Arseni Jelfimow   | ANA  | 7462 PB |
| 6     | Jack Turner       | GBR  | 7258 PB |
| 7     | Markus Rooth      | NOR  | 7253 PB |
| 8     | Marcel Meyer      | GER  | 7232    |

## Mädchen

### 100 m
| Platz | Athletin                   | Land | Zeit (s) |
| ----- | -------------------------- | ---- | -------- |
| 1     | Guðbjörg Jóna Bjarnadóttir | ISL  | 11,75    |
| 2     | Paméra Losange             | FRA  | 11,75    |
| 2     | Boglárka Takács            | HUN  | 11,75 PB |
| 4     | Cassie-Ann Pemberton       | GBR  | 11,84    |
| 5     | Patience Jumbo-Gula        | IRL  | 11,87    |
| 6     | Melissa Gutschmidt         | SUI  | 11,96    |
| 7     | Beauty Somuah              | GER  | 12,09    |
| 8     | Beatriz Andrade            | POR  | 12,22    |

### 200 m
| Platz | Athletin                   | Land | Zeit (s)     |
| ----- | -------------------------- | ---- | ------------ |
| 1     | Rhasidat Adeleke           | IRL  | 23,52 EYL PB |
| 2     | Gémima Joseph              | FRA  | 23,60 NYB    |
| 3     | Guðbjörg Jóna Bjarnadóttir | ISL  | 23,73 NYB    |
| 4     | Dalia Kaddari              | ITA  | 23,79        |
| 5     | Esperança Cladera Gil      | ESP  | 23,89 PB     |
| 6     | Nadja Zurlinden            | SUI  | 24,41        |
| 7     | Barbora Šplechtnová        | CZE  | 24,46        |
| 8     | Pia Skrzyszowska           | POL  | 24,63        |

### 400 m
| Platz | Athletin           | Land | Zeit (s)    |
| ----- | ------------------ | ---- | ----------- |
| 1     | Barbora Malíková   | CZE  | 52,66 CR PB |
| 2     | Marie Scheppan     | GER  | 52,82 PB    |
| 3     | Olessja Soldatowa  | ANA  | 53,09       |
| 4     | Alina Lutschschawa | BLR  | 53,52 NYB   |
| 5     | Andrea Jiménez     | ESP  | 53,56 SB    |
| 6     | Janka Molnár       | HUN  | 53,99 PB    |
| 7     | Mona Mayer         | GER  | 54,85       |
| 8     | Natasha Harrison   | GBR  | 55,21       |

### 800 m
| Platz | Athletin            | Land | Zeit (min) |
| ----- | ------------------- | ---- | ---------- |
| 1     | Keely Hodgkinson    | GBR  | 2:04,84 CR |
| 2     | Sophie O’Sullivan   | IRL  | 2:06,05 PB |
| 3     | Gaël de Coninck     | SWE  | 2:06,14    |
| 4     | Nais Racasan        | FRA  | 2:06,45 PB |
| 5     | Sophia Volkmer      | GER  | 2:07,56 PB |
| 6     | Alicja Stój         | POL  | 2:08,53    |
| 7     | Switlana Schulschyk | UKR  | 2:08,84    |
| 8     | Natalia Łachowska   | POL  | 2:15,27    |

### 1500 m
| Platz | Athletin            | Land | Zeit (min) |
| ----- | ------------------- | ---- | ---------- |
| 1     | Sarah Healy         | IRL  | 4:18,71 CR |
| 2     | Emily Williams      | GBR  | 4:22,11    |
| 3     | Klaudia Kazimierska | POL  | 4:22,90    |
| 4     | Antje Pfüller       | GER  | 4:23,89 PB |
| 5     | Roos Blokhuis       | NED  | 4:24,75    |
| 6     | Nastassja Palujan   | BLR  | 4:25,14 PB |
| 7     | Nathalie Blomqvist  | FIN  | 4:25,20 PB |
| 8     | Yasmine Abbes       | NED  | 4:29,53    |

### 3000 m
| Platz | Athletin         | Land | Zeit (min)    |
| ----- | ---------------- | ---- | ------------- |
| 1     | Sarah Healy      | IRL  | 9:18,05 CR PB |
| 2     | İnci Kalkan      | TUR  | 9:24,01 PB    |
| 3     | Alessia Zarbo    | FRA  | 9:25,25 PB    |
| 4     | Linn Lara Kleine | GER  | 9:27,78 PB    |
| 5     | Vasilia Spirou   | GRE  | 9:34,39       |
| 6     | Carina Reicht    | AUT  | 9:35,66 PB    |
| 7     | Manjorie Janssen | NED  | 9:37,95       |
| 8     | Anneke Vortmeier | GER  | 9:38,30 PB    |

### 100 m Hürden
| Platz | Athletin            | Land | Zeit (s)  |
| ----- | ------------------- | ---- | --------- |
| 1     | Martine Hjørnevik   | NOR  | 13,26 EYL |
| 2     | Zoë Sedney          | NED  | 13,34     |
| 3     | Johanna Plank       | AUT  | 13,40 NYB |
| 4     | Marcia Sey          | GBR  | 13,44     |
| 5     | Lucy-Jane Matthews  | GBR  | 13,45 =PB |
| 6     | Antonia Buschendorf | GER  | 13,51     |
| 7     | Ditaji Kambundji    | SUI  | 13,77     |
| 8     | Fanni Bacsa         | HUN  | 13,81     |

### 400 m Hürden
| Platz | Athletin          | Land | Zeit (s)  |
| ----- | ----------------- | ---- | --------- |
| 1     | Gisèle Wender     | GER  | 58,88     |
| 2     | Emma Silvestri    | ITA  | 59,04 PB  |
| 3     | Lena Pressler     | AUT  | 59,11 NYB |
| 4     | Carla García      | ESP  | 59,62 PB  |
| 5     | Jasmine Jolly     | GBR  | 59,79 PB  |
| 6     | Kristýna Korelová | CZE  | 60,48     |
| 7     | Kia Laisi         | FIN  | 60,50     |
| 8     | Angelica Ghergo   | ITA  | 60,77     |

### 2000 m Hindernis
| Platz | Athletin         | Land | Zeit (min)  |
| ----- | ---------------- | ---- | ----------- |
| 1     | Léna Lebrun      | FRA  | 6:35,41 WYL |
| 2     | Claire Palou     | FRA  | 6:39,20     |
| 3     | Paula Schneiders | GER  | 6:40,00 PB  |
| 4     | María González   | ESP  | 6:46,36     |
| 5     | Ellinor Aurell   | SWE  | 6:47,45 PB  |
| 6     | Pinja Kotinurmi  | FIN  | 6:49,16 SB  |
| 7     | Daniela Vasile   | ROU  | 6:49,21 PB  |
| 8     | Zita Urbán       | HUN  | 6:50,41 PB  |

### Sprint-Staffel (100 m – 200 m – 300 m – 400 m)
| Platz | Land       | Athletinnen | Zeit (min)     |
| ----- | ---------- | --- | -------------- |
| 1     | Italien    | Rebecca Menchini Noemi Cavalleri Alessia Cappabianca Chiara Gherardi Im Vorlauf: Eleonora Foudraz                | 2:07,46 CR NYB |
| 2     | Tschechien | Tereza Marková Barbora Šplechtnová Veronika Milotová Barbora Malíková Im Vorlauf: Barbora Hůlková Denisa Folková | 2:09,41        |
| 3     | Rumänien   | Bianca Toader Vanessa Balaci Maria Scrob Adina Cîrciogel                                                         | 2:09,99        |
| 4     | Portugal   | Maria Barbosa Beatriz Andrade Juliana Guerreiro Ana Raquel Costa                                                 | 2:10,85        |
| 5     | Ukraine    | Jewhenija Konowalowa Jewa Podhorodezka Marija Burjak Natalija Dyschljuk Im Vorlauf: Anna Orlowa                  | 2:11,04        |
| 6     | Ungarn     | Júlia Fodor Pálma Nagy Panka Kulcsár Virág Simon                                                                 | 2:12,33        |
| 7     | Österreich | Melissa Parrella Lena Pressler Viktoria Willhuber Anna Mager Im Vorlauf: Katharina Mahlfleisch                   | 2:12,70        |
| 8     | Schweiz    | Melissa Gutschmidt Zora Rauh Nadja Zurlinden Giulia Senn Im Vorlauf: Tessa Tedeschi Tina Baumgartner             | 2:13,57        |

### 5000 m Bahngehen
| Platz | Athletin        | Land | Zeit (min)     |
| ----- | --------------- | ---- | -------------- |
| 1     | Hanna Subkowa   | BLR  | 22:45,47 CR PB |
| 2     | Olga Fiaska     | GRE  | 23:39,12       |
| 3     | Simona Bertini  | ITA  | 24:18,80 PB    |
| 4     | Evin Demir      | TUR  | 24:27,19       |
| 5     | Ana Pulgarin    | ESP  | 24:35,62 PB    |
| 6     | Maria Seferiadi | GRE  | 24:40,86       |
| 7     | Dana Marosawa   | BLR  | 24:57,50 SB    |
| 8     | Daryna Kasjan   | UKR  | 24:59,89       |

### Hochsprung
| Platz | Athletin              | Land | Höhe (m)    |
| ----- | --------------------- | ---- | ----------- |
| 1     | Jaroslawa Mahutschich | UKR  | 1,94 WYL CR |
| 2     | Jessica Kähärä        | FIN  | 1,83 PB     |
| 3     | Marija Kotschanowa    | ANA  | 1,83        |
| 4     | Idea Pieroni          | ITA  | 1,79        |
| 4     | Adelina Chalikowa     | ANA  | 1,79        |
| 6     | Wiktoria Miąso        | POL  | 1,79        |
| 7     | Bára Sajdoková        | CZE  | 1,74        |
| 8     | Fay Witte             | NED  | 1,74        |
| 8     | Rebecca Pavan         | ITA  | 1,74        |

### Stabhochsprung
| Platz | Athletin              | Land | Höhe (m)    |
| ----- | --------------------- | ---- | ----------- |
| 1     | Leni Wildgrube        | GER  | 4,26 WYL CR |
| 2     | Emma Brentel          | FRA  | 4,16 NYB    |
| 3     | Kryszina Kanzawenka   | BLR  | 4,00 =PB    |
| 4     | Sarah Franziska Vogel | FIN  | 4,00 PB     |
| 5     | Jade Spencer-Smith    | GBR  | 3,90 =PB    |
| 6     | Sandra Alvero         | SWE  | 3,90        |
| 7     | Marleen Mülla         | EST  | 3,90 =PB    |
| 8     | Ana María Chacón      | ESP  | 3,80 =PB    |

### Weitsprung
| Platz | Athletin          | Land | Weite (m) |
| ----- | ----------------- | ---- | --------- |
| 1     | Tilde Johansson   | SWE  | 6,33      |
| 2     | Emma Piffaretti   | SUI  | 6,25      |
| 3     | Spyridoula Karydi | GRE  | 6,23 NYB  |
| 4     | Saskia Woidy      | GER  | 6,19      |
| 5     | Klaudia Endrész   | HUN  | 6,15      |
| 6     | Linda Suchá       | CZE  | 6,13      |
| 7     | Larissa Iapichino | ITA  | 6,12      |
| 8     | Veronica Crida    | ITA  | 6,06      |

### Dreisprung
| Platz | Athletin            | Land | Weite (m)   |
| ----- | ------------------- | ---- | ----------- |
| 1     | María Vicente       | ESP  | 13,95 CR PB |
| 2     | Alexandra Natschewa | BUL  | 13,88       |
| 3     | Jessica Kähärä      | FIN  | 13,29 NYB   |
| 4     | Spyridoula Karydi   | GRE  | 13,27 PB    |
| 5     | Marija Priwalowa    | ANA  | 12,99       |
| 6     | Lesly Raffin        | FRA  | 12,96 PB    |
| 7     | Viktória Áts        | HUN  | 12,80       |
| 8     | Veronica Zanon      | ITA  | 12,73       |

### Kugelstoßen
| Platz | Athletin              | Land | Weite (m) |
| ----- | --------------------- | ---- | --------- |
| 1     | Lisaweta Dorz         | BLR  | 17,34     |
| 2     | Nina Capaținar        | MDA  | 17,27     |
| 3     | Alida van Daalen      | NED  | 17,08     |
| 4     | Serena Vincent        | GBR  | 16,84 PB  |
| 5     | Hannah Molyneaux      | GBR  | 16,47     |
| 6     | Myrthe Van Der Borght | BEL  | 16,19 PB  |
| 7     | Karina Jehinjan       | BLR  | 16,11     |
| 8     | Elena Defrère         | BEL  | 15,80     |

### Diskuswurf
| Platz | Athletin           | Land | Weite (m) |
| ----- | ------------------ | ---- | --------- |
| 1     | Wioletta Ignatjewa | ANA  | 54,56 PB  |
| 2     | Alida van Daalen   | NED  | 52,93 PB  |
| 3     | Özlem Becerek      | TUR  | 51,93     |
| 4     | Diletta Fortuna    | ITA  | 49,67     |
| 5     | Pia Northoff       | GER  | 48,65     |
| 6     | Janneke Pluimes    | NED  | 47,95     |
| 7     | Sofia Kessidi      | GRE  | 47,03     |
| 8     | Elisabeth Rosvold  | NOR  | 46,42     |

### Hammerwurf
| Platz | Athletin                  | Land | Weite (m) |
| ----- | ------------------------- | ---- | --------- |
| 1     | Walerija Iwanenko         | UKR  | 73,25     |
| 2     | Sara Killinen             | FIN  | 69,52 PB  |
| 3     | Stavroula Kosmidou        | GRE  | 65,98     |
| 4     | Marjola Bukel             | BLR  | 65,56 PB  |
| 5     | Aitana Safont             | ESP  | 64,67     |
| 6     | Julia Kivinen             | FIN  | 63,55     |
| 7     | Kazjaryna Hrascheuskaja   | BLR  | 62,58     |
| 8     | Elísabet Rut Rúnarsdóttir | ISL  | 61,94     |

### Speerwurf
| Platz | Athletin              | Land | Weite (m) |
| ----- | --------------------- | ---- | --------- |
| 1     | Aljaksandra Konschyna | BLR  | 56,71 PB  |
| 2     | Münevver Hancı        | TUR  | 56,28     |
| 3     | Gedly Tugi            | EST  | 55,28 NYB |
| 4     | Lea Wipper            | GER  | 54,79 PB  |
| 5     | Marilis Remmel        | EST  | 54,48 PB  |
| 6     | Ivana Koktavá         | CZE  | 54,00 PB  |
| 7     | Elina Tzengko         | GRE  | 53,84     |
| 8     | Karyna Butkewitsch    | BLR  | 52,12     |

### Siebenkampf
| Platz | Athletin               | Land | Punkte      |
| ----- | ---------------------- | ---- | ----------- |
| 1     | María Vicente          | ESP  | 6221 WBP CR |
| 2     | Kristīne Blaževiča     | LAT  | 5629 PB     |
| 3     | Chiara-Belinda Schuler | AUT  | 5615 PB     |
| 4     | Wilena Komarowa        | ANA  | 5589        |
| 5     | Annkathrin Hoven       | GER  | 5524 PB     |
| 6     | Klara Rådbo            | SWE  | 5484 PB     |
| 7     | Luize Opolā            | LAT  | 5406 PB     |
| 8     | Szabina Szűcs          | HUN  | 5299 PB     |

## Abkürzungen
- WR = Weltrekord
- WU20R = U20-Weltrekord
- OR = olympischer Rekord
- YOR = olympischer Jugendrekord
- AR = Kontinentalrekord
- AU20R = U20-Kontinentalrekord
- NR = nationaler Rekord
- NU20R = nationaler U20-Rekord
- CR = Meisterschaftsrekord
- MR = Veranstaltungsrekord
- WB = Weltbestleistung
- WU20B = U20-Weltbestleistung
- WU18B = U18-Weltbestleistung
- AB = Kontinentalbestleistung
- AU20B = U20-Kontinentalbestleistung
- AU18B = U18-Kontinentalbestleistung
- NB = nationale Bestleistung
- NU20B = nationale U20-Bestleistung
- NU18B = nationale U18-Bestleistung
- PB = persönliche Bestleistung
- SB = persönliche Saisonbestleistung
- QB = Qualifikationsbestleistung
- WL = Weltjahresbestleistung
- WU20L = U20-Weltjahresbestleistung
- WU18L = U18-Weltjahresbestleistung
- DSQ = disqualifiziert (engl. Disqualified)
- DNS = Wettkampf nicht angetreten (engl. Did Not Start)
- DNF = Wettkampf nicht beendet (engl. Did Not Finish)